# 地獄でなぜ悪い (曲)
「地獄でなぜ悪い」（じごくでなぜわるい）は、日本のミュージシャン・星野源の楽曲。2013年10月2日にSPEEDSTAR RECORDSから6作目のシングルとしてリリースされ、自身4作目のアルバム『YELLOW DANCER』にも収録された。園子温が監督を務める同名映画の主題歌として、星野が自ら作詞・作曲・プロデュースを手掛けた。躍動感のあるメロディを備えた楽曲であり、そこに星野の楽しげな歌声が加わっている。歌詞では日々を「地獄」と表現し、だからこそ果敢に立ち向かって生きていかなければならないと歌っている。
シングルは星野がクモ膜下出血の影響で活動を休止している時にリリースされ、オリコンとBillboard JAPANの週間チャートでいずれも5位にランクインした。女性にモテるハードボイルドな男としてモンスターを倒すことを夢見る入院中の少年を描いたミュージック・ビデオは、星野が監督、浅野直之が作画監督を担当し、2013年9月に公開された。2014年のMTV Video Music Awards Japanでは最優秀映画ビデオ賞を受賞した。「地獄でなぜ悪い」は音楽評論家から好意的な評価を受けた。星野は2024年の『第75回NHK紅白歌合戦』でこの楽曲を披露することを予定していたが、過去に性加害疑惑を報じられた経験のある園との関連性について批判を受けたため、曲目を変更した。

## 背景と制作
「地獄でなぜ悪い」は、園子温監督の映画『地獄でなぜ悪い』の主題歌である。園は映画の出演者の一人であった星野源に主題歌の制作を依頼した。星野は最初に「映画の題名と同じタイトルの主題歌」という昔ながらのコンセプトを採用することを決め、さらに自身が映画に出演していることもあって、映画の世界観を取り入れたものにしようと考えた。サウンドの面では、星野は「自分のルーツをもう一度しっかり探り、それを下敷きに作りたい」と考えた。星野は若い頃によく聴いていた1960年代のジャズやソウルなどのブラックミュージックをもとに、「メロディはシンプルで楽器それぞれの演奏は非常にタイトなのに、全部が重なれば賑やかで楽しい」という雰囲気を目指して作曲と編曲を行った。
2013年3月にクモ膜下出血での活動休止から復帰した星野は同年6月、定期検査での入院中にこの楽曲の歌詞を書いた。レコーディングが終わった1週間後、手術した箇所が万全な状態ではなくなってきていることが検査により判明したため、星野は活動を再度休止した。

## 音楽性
「地獄でなぜ悪い」の長さは3分46秒である。シンコーミュージックの楽譜によると、この楽曲のBPMは126であり、主にホ長調で制作され、アウトロでヘ長調に切り替わる。この楽曲は星野が作詞・作曲・プロデュースを手掛け、ボーカル・ハンドクラップ・マリンバ・タンバリンを担当している。武嶋聡がテナーサックスとハンドクラップ、SAKEROCKのメンバーである伊藤大地がドラム、長岡亮介がギター、スガダイローがピアノを担当した。杉野裕ら4人がヴァイオリン、2人がヴィオラを演奏している。その他、滝本尚史がトロンボーン、川崎太一朗がトランペット、benzoのメンバーである伊賀航がベースとして参加している。
この楽曲はジャズ調で、躍動感のあるホーンセクションと速いテンポのビートに、星野の楽しげな歌声が加わっている。ライターの満島エリオは、「躍り出したくなるような狂騒のメロディ」を備えた賑やかな楽曲であるとしている。音楽評論家の宗像明将は、ピアノにニューオーリンズ風の雰囲気があると言及している。『CDジャーナル』はこの楽曲について、「ドリフ的なバタバタ感とオールディーズなブルース感をないまぜにしたような、心弾むサウンド」と紹介している。
歌詞では日々を「地獄」と表現し、だからこそ果敢に立ち向かって生きていかなければならないと歌っている。『ROCKIN'ON JAPAN』の小栁大輔は、「『地獄』を狂ったビートで笑いながら生き抜くようなタフさ」がある楽曲であると記している。『CDジャーナル』は「リアルな情景とファンタジーが混ざった歌詞」と紹介している。星野は病気について触れつつ、「この歌は、映画の主題歌であると同時に、どうしようもなく個人的な歌です。（中略）こうなる前に書いた歌詞なのに、何故か今の自分の状況を表しています」と述べている。

## リリース
2013年7月31日に映画『地獄でなぜ悪い』の予告編が公開され、同時に主題歌が星野の「地獄でなぜ悪い」になることが発表された。星野の活動休止中の同年10月2日、ビクターエンタテインメントのレーベル・SPEEDSTAR RECORDSから星野の6作目のシングルとしてリリースされた。シングルには星野の「面白いのでぜひ聴いて欲しい」という希望により、同曲のカラオケ版も収録されている。イラストレーターの金子ナンペイが手掛けたジャケットには、映画で星野が演じた人物のイラストが描かれている。初回生産限定盤に付属されるDVDには、山岸聖太が監督した映像作品『楽しい地獄だより』が収録されている。この映像作品には、星野の3作目のアルバム『Stranger』に収録された楽曲「化物」のミュージック・ビデオ、ライブツアー「星野 源 ワンマンの秋 ～ZEPP東京編～」「星野 源のSHIWASU」のライブ映像、レコーディング風景、ミュージック・ビデオのメイキング映像が収録されている。「地獄でなぜ悪い」は2015年12月2日に発売された星野の4作目のアルバム『YELLOW DANCER』に7曲目として収録された。

## ミュージック・ビデオ
「地獄でなぜ悪い」のミュージック・ビデオは星野が監督、浅野直之が作画監督を担当し、2013年9月20日にビクターエンタテインメントの公式YouTubeチャンネルと、星野が新たに開設したニコニコチャンネルで公開された。ミュージック・ビデオはアニメーションで構成されており、女性にモテるハードボイルドな男としてモンスターを倒すことを夢見る入院中の少年を描いている。ミュージック・ビデオ内では、映像作品『楽しい地獄だより』の予告編も流れる。最後は手術後に病院のベッドの上で点滴に繋がれた星野が、撮影者からの「源くん。大丈夫？」という声に対し、震える腕を上げてピースサインをする実写映像で終わる。
このミュージック・ビデオは、2014年のMTV Video Music Awards Japanで最優秀映画ビデオ賞を受賞した。ライターの満島エリオは、このミュージック・ビデオについて「きっとその荒唐無稽さとバカバカしさに度肝を抜かれるし、それ以上に痛快な気分になるはずだ」とコメントしている。

## 評価
「地獄でなぜ悪い」は音楽評論家から好意的な評価を受けた。『ROCKIN'ON JAPAN』の小栁大輔は、この楽曲を「シビアな認識からでないと歌えない説得力がある」として称賛した。タワーレコードのハマグチは「あなただけじゃない【同じ地獄】に私たちはみんな生きているのです」と述べ、様々な困難に直面している人々にこの楽曲を勧めた。ライターの満島エリオはエンターテイナーとしての星野の「真髄」を見せられた楽曲として「地獄でなぜ悪い」を挙げ、「最後には人を勇気づけてくれるのがエンタメならば、この曲は紛れもなくエンターテインメントだ」と評した。

## チャート成績
「地獄でなぜ悪い」はオリコンのシングル週間ランキングで17回登場し、最高5位を記録した。オリコンのシングル月間ランキングでは20位を記録した。Billboard Japan Hot 100では最高5位、Billboard JAPANのTop Singles Salesチャートでは最高3位、Adult Contemporary Airplayチャートでは最高3位を記録した。

## ライブ・パフォーマンス
2014年2月、活動を再開した星野は日本武道館で開催された公演「星野 源 ワンマンライブ "STRANGER IN BUDOKAN"」に出演し、アンコールで「地獄でなぜ悪い」を披露した。同年4月に開催された全国ツアーの最終公演「星野源の復活アアアア了！」でも、この楽曲はアンコールで披露された。
2015年に日本武道館で行われたライブ「星野源のひとりエッジ in 武道館」では、弾き語り形式で披露された。この時のライブ映像は2023年8月にYouTubeで公開された。星野は『YELLOW DANCER』のリリース後となる2016年に、全国ツアー「星野源 LIVE TOUR 2016『YELLOW VOYAGE』」で「地獄でなぜ悪い」を披露した。星野は5作目のアルバム『POP VIRUS』を携え2019年に行われた5大ドームツアー「星野源 DOME TOUR 2019『POP VIRUS』」でもこの楽曲を披露した。

### 『NHK紅白歌合戦』における論争
2024年12月23日、NHKは同年の大晦日に放送される『第75回NHK紅白歌合戦』に星野が出演し、「地獄でなぜ悪い」の弾き語りバージョンを披露する予定であることを発表した。同日、星野は2019年に東京ドームで披露された「地獄でなぜ悪い」のライブ映像をYouTubeで公開した。NHKは『第75回NHK紅白歌合戦』のテーマである「あなたへの歌」をもとに、「地獄でなぜ悪い」に込められたメッセージで「いま苦しい時代を生きる方々を勇気づけてほしい」として星野へのオファーを行った。
この発表後、「地獄でなぜ悪い」が過去に性加害疑惑を報じられた経験のある園子温が監督を務める同名映画『地獄でなぜ悪い』の主題歌であることから、この選曲に関する論争が起こった。映画ジャーナリストの斉藤博昭によると、性加害を問題視されている人物との関連性から選曲を批判する者もいれば、楽曲は映画とは無関係であることを強調して過剰な批判であると主張する者もいたという。
NHKは12月26日、星野の事務所との協議の結果、披露楽曲を星野のデビュー・アルバム『ばかのうた』に収録されている楽曲「ばらばら」に変更することを発表した。星野は声明を発表し、「地獄でなぜ悪い」は「星野の個人的な経験・想い」をもとにした楽曲であって、映画のストーリーを表現した楽曲ではないと強調したうえで、性加害疑惑を報道された人物が監督を務めた映画の主題歌であること、映画から着想を得た楽曲であること、そして映画のタイトルと同名の楽曲であることから、『NHK紅白歌合戦』での歌唱がオファーの意図とは真逆の影響を与え、二次加害になる可能性を完全に否定することはできないという見解を述べた。

## シングル収録曲
| 全作詞・作曲: 星野源。 |                              |        |            |      |
| #                      | タイトル                     | 作詞   | 作曲・編曲 | 時間 |
| 1.                     | 「地獄でなぜ悪い」           | 星野源 | 星野源     | 3:46 |
| 2.                     | 「地獄でなぜ悪い (Karaoke)」 | 星野源 | 星野源     | 3:39 |
| 合計時間:              | 合計時間:                    | 7:25   |            |      |

| #  | タイトル                                             | 作詞 | 作曲・編曲 |
| -- | ---------------------------------------------------- | ---- | ---------- |
| 1. | 「化物 (Music Video)」                               |      |            |
| 2. | 「『星野 源 ワンマンの秋 ～ZEPP東京編～』 (Live)」   |      |            |
| 3. | 「『星野 源のSHIWASU』 (Live)」                      |      |            |
| 4. | 「Recording & Music Video メイキング (Documentary)」 |      |            |

## スタッフ・クレジット
参加ミュージシャン
- 星野源 –  ボーカル、ハンドクラップ、マリンバ、タンバリン[6]
- 武嶋聡 –  テナーサックス、ハンドクラップ[6]
- 伊藤大地（SAKEROCK） –  ドラム[6]
- 伊勢三木子 –  ヴァイオリン[6]
- 岡村美央 –  ヴァイオリン[6]
- 伊能修 –  ヴァイオリン[6]
- 杉野裕 –  ヴァイオリン[6]
- Kaoru Hagiwara –  ヴィオラ[6]
- 菊地幹代 –  ヴィオラ[6]
- 長岡亮介 –  ギター[6]
- 滝本尚史 –  トロンボーン[6]
- 川崎太一朗 –  トランペット[6]
- 伊賀航（benzo） –  ベース[6]
- スガダイロー –  ピアノ[6]

制作
- 星野源 –  作詞、作曲、編曲、プロデュース、監督（ミュージック・ビデオ）[34][15]
- 内田孝弘 –  マスタリング[6]
- 金子ナンペイ –  ジャケットデザイン[12]
- 浅野直之 –  作画監督（ミュージック・ビデオ）[15]
- 山岸聖太 –  監督（『楽しい地獄だより』）[12]

## チャート
| チャート（2013年）                                | 最高順位 |
| ------------------------------------------------- | -------- |
| 日本 (Billboard Japan Hot 100)                    | 5        |
| 日本 Top Singles Sales (Billboard JAPAN)          | 3        |
| 日本 Adult Contemporary Airplay (Billboard JAPAN) | 3        |
| 日本 (オリコン)                                   | 5        |

| チャート（2013年） | 順位 |
| ------------------ | ---- |
| 日本 (オリコン)    | 20   |

## リリース日一覧
| 地域   | リリース日     | 版       | 規格                   | レーベル            | 規格品番   | 出典         |
| ------ | -------------- | -------- | ---------------------- | ------------------- | ---------- | ------------ |
| 日本   | 2013年10月02日 | 通常     | CD                     | SPEEDSTAR RECORDS   | VICL-36835 | [ 35 ]       |
| 日本   | 2013年10月02日 | 初回限定 | CD+DVD                 | SPEEDSTAR RECORDS   | VIZL-590   | [ 9 ]        |
| 全世界 | 2015年06月23日 | 通常     | デジタル・ダウンロード | SPEEDSTAR RECORDS   | N/A        | [ 36 ] [ 4 ] |
| 全世界 | 2019年08月30日 | 通常     | ストリーミング         | SPEEDSTAR RECORDS   | N/A        | [ 37 ] [ 4 ] |
| 韓国   | 2019年08月30日 | 通常     | ストリーミング         | J-Box Entertainment | N/A        | [ 38 ]       |